# 60 Minutes
60 Minutos é um premiado programa jornalístico da televisão norte-americana, apresentado na CBS News desde 1968. O programa foi criado por Don Hewitt, que definiu um estilo de repórter-centrado. Foi classificado entre os programas top-TV durante grande parte de sua existência, e ganhou inúmeros prêmios ao longo dos anos.

## História
A inspiração do programa veio do controverso programa noticioso canadense This Hour Has Seven Days, produzido de 1964 a 1966.
Inicialmente 60 Minutes era um programa bissemanal apresentado por Harry Reasoner e Mike Wallace, estreando em 24 de setembro de 1968 e alternando semanas com outras produções CBS News na terça-feira à noite.

## Repórteres

### Atualmente
- Steve Kroft (1989–)
- Lara Logan (2005–)
- Scott Pelley (2003–)
- Morley Safer (1970–)
- Bob Simon (1996–)
- Lesley Stahl (1991–)
- Katie Couric (desde setembro de 2006)
- Anderson Cooper [1] [2] (desde setembro de 2006)

### Anteriormente
- Ed Bradley (1981–2006)
- Christiane Amanpour (1996 -2005)
- Dan Rather (1975–1981, 2005–2006)
- Harry Reasoner (1968–1970, 1978–1991)
- Diane Sawyer (1984–1989)
- Meredith Vieira (1989–1991)
- Mike Wallace (1968–2006)

## Versões internacionais
Há versões deste programa em diversos países, incluindo Austrália, Nova Zelândia, Portugal, França e Brasil. No Brasil, em 2004, a Rede Bandeirantes planejou uma versão de um programa nos mesmos moldes, mas o projeto acabou cancelado.
No caso de Portugal, o programa é intitulado 60 Minutos e é transmitido pela SIC Notícias, entre os apresentadores estão nomes como Martim Cabral e Rodrigo Guedes de Carvalho.